# Ливатинос, Спирос
Спирос Ливатинос (греч. Σπύρος Λιβαθηνός; род. 8 января 1955, Патры) — греческий футболист, игравший на позиции полузащитника, и тренер. В настоящее время скаут клуба «Панатинаикос».

## Клубная карьера
Профессиональную карьеру начал в 1974 году в составе «Панатинаикоса», в котором провёл двенадцать сезонов, приняв участие в 267 матчах чемпионата. Большинство времени, проведенного в составе столичной команды, был основным игроком. За это время трижды выиграл национальный чемпионат, а также четырежды становился обладателем национального кубка.
Завершил карьеру футболиста на Кипре, в составе «Пезопорикоса», за который выступал в качестве играющего тренера в течение 1986—1988 годов.

## Карьера за сборную
Дебют за национальную сборную Греции состоялся 21 сентября 1977 года в проигрышном товарищеском матче против сборной Румынии (1:6). Был включён в состав на чемпионат Европы 1980 в Италии, где сыграл во всех трёх матчах групповой стадии. Всего Ливатинос сыграл за сборную 27 матчей и забил 1 гол.

### Гол за сборную
| Дата           | Место              | Соперник | Счёт | Результат | Турнир            |
| -------------- | ------------------ | -------- | ---- | --------- | ----------------- |
| 11 января 1978 | ГСП, Никосия, Кипр | Кипр     | 2:0  | 2:0       | Товарищеский матч |

## Карьера тренера
Карьеру тренера начал в качестве играющего тренера в кипрском клубе «Пезопорикос». Сезон 1989/90 руководил клубом ПАС из города Коринтос. Следующий сезон управлял пирейским «Этникосом». После перерыва в тренерской деятельности в 1996 году возглавил «Касторию». Сезон 1997/98 руководил клубом «Калитея». С 1998 по 2001 года был главным тренером команды «Этникос Астерас». В 2001 году он тренировал «Панахаики» в начале сезона и «Этникос Астерас» во второй части, заменив Никоса Алефантоса. Ливатинос в настоящее время является скаутом «Панатинаикоса».

## Достижения

### «Панатинаикос»
- Чемпион Греции: 1976/77, 1983/84, 1985/86
- Обладатель кубка Греции: 1976/77, 1981/82, 1983/84, 1985/86